# بلیک تاون (نیوفاندلند و لابرادور)
بلیک تاون (به انگلیسی: Blaketown) یک منطقهٔ مسکونی در کانادا است که در نیوفاندلند و لابرادور واقع شده‌است. بلیک تاون ۵۲۵ نفر جمعیت دارد.